# Veliki komet iz leta 1831
Véliki komet iz leta 1831 (uradna oznaka je  C/1831 A1) je neperiodični komet, ki ga je 7. januarja 1831 prvi opazoval  angleški fizik John Herapath (1790–1868).

## Značilnosti
Njegova tirnica je bila parabilična. Soncu se je najbolj približal [28. decembra 1831 na razdaljo 0,1 a.e.